# Plano Agricultura de Baixo Carbono
O Plano Agricultura de Baixo Carbono (Plano ABC), ou, conforme seu nome técnico completo, Plano Setorial de Mitigação e de Adaptação às Mudanças Climáticas para a Consolidação de uma Economia de Baixa Emissão de Carbono na Agricultura, foi uma política pública brasileira vigente para o período de 2010 e 2020, que tinha por objetivo ações de mitigação e adaptação climática para o setor agropecuário. Coordenado pela Casa Civil da Presidência da República, pelo Ministério da Agricultura, Abastecimento e Pecuária (Mapa) e pelo Ministério do Desenvolvimento Agrário (MDA), contava com a participação ativa e representatividade da sociedade civil. O Plano ABC foi aprovado em maio de 2011.
A Política Nacional sobre Mudança do Clima (PNMC), aprovada por meio da Lei 12.187/2009, já estabelecia compromissos do Brasil com a redução da emissão de gases do efeito estufa. O Decreto 7.390/2010 regulamentou a PNMC e trouxe, em seu artigo 3º, inciso IV, a previsão de um "Plano para a Consolidação de uma Economia de Baixa Emissão de Carbono na Agricultura". Tal previsão legal foi concretizada com o Plano ABC.
O Plano ABC previa ações em 6 frentes, consideradas também processos tecnológicos, com metas específicas para mitigação de emissões de carbono, conforme a tabela reproduzida a seguir:
| Processo tecnológico                 | Compromisso (aumento de área/uso) | Potencial de Mitigação (milhões Mg CO2 eq) |
| ------------------------------------ | --------------------------------- | ------------------------------------------ |
| Recuperação de Pastagens Degradadas  | 15,0 milhões ha                   | 83 a 104                                   |
| Integração Lavoura-Pecuária-Floresta | 4,0 milhões ha                    | 18 a 22                                    |
| Sistema Plantio Direto               | 8,0 milhões ha                    | 16 a 20                                    |
| Fixação Biológica de Nitrogênio      | 5,5 milhões ha                    | 10                                         |
| Florestas Plantadas                  | 3,0 milhões ha                    | -                                          |
| Tratamento de Dejetos Animais        | 4,4 milhões m3                    | 6,9                                        |
| Total                                |                                   | 133,9 a 162,9                              |

As estimativas de redução das emissões de GEE para cada processo levam em consideração o histórico de emissões de cada atividade, e por isso são indicados maiores potenciais de mitigação na recuperação de pastagens degradadas e integração lavoura-floresta-pecuária.
Foram estabelecidos ainda sete programas:
1. Recuperação de Pastagens Degradadas;
2. Integração Lavoura-Pecuária-Floresta (iLPF) e Sistemas Agroflorestais (SAFs);
3. Sistema Plantio Direto (SPD);
4. Fixação Biológica do Nitrogênio (FBN);
5. Florestas Plantadas;
6. Tratamento de Dejetos Animais;
7. Adaptação às Mudanças Climáticas.

Para cada programa foram previstas ações, financiamentos, capacitações e pesquisas. Havia uma linha de crédito específica para o programa, aprovada através da Resolução 3.896/2010 do Banco Central do Brasil. Entre os anos-safra de 2010-2011 e 2018-2019, o programa disponibilizou um total de R$ 27,67 bilhões na linha de crédito que objetivava financiar a agricultura de baixo carbono.
Em avaliação realizada pelo Instituto de Pesquisa Econômica Aplicada (Ipea), o programa ABC mostrou-se pouco eficaz para o recuperação de paisagens degradadas, e com recursos concentrados em algumas regiões e atividades agropecuárias específicas (particularmente soja, milho e pecuária bovina). Também foi identificado que não houve capacitação técnica dos produtores.
O Plano ABC foi sucedido pelo Plano ABC+, que deve vigorar para o período entre 2020 e 2030.